# Amyr Klink
Amyr Klink, né le 25 septembre 1955 à São Paulo, est un explorateur marin et écrivain brésilien.

## Biographie
Amyr Klink a été la première personne à traverser l'Atlantique Sud à la rame, partant de Lüderitz, en Namibie, le 10 juin 1984 et arrivant 100 jours plus tard à Salvador, au Brésil, le 18 septembre 1984.
L'un de ses projets, "Antarctica 360", consiste à faire le tour du continent Antarctique en solitaire, en 88 jours entre 1998 et 1999,.

En 1996 il se marie à la navigatrice Marina Bandeira.
Ils ont 3 filles Tamara, Laura et Marina Helena.En 2021, Tamara devient à 24 ans, la première brésilienne à traverser l’océan Atlantique en solitaire.